# Anteigen
Beim Anteigen wird aus einem, meist pulvrigen, Feststoff durch Zugabe einer Flüssigkeit unter stetigem Kneten eine teigige oder pastenartige Masse hergestellt. Die Flüssigkeit verteilt sich hierbei im Pulver und benetzt die einzelnen Teilchen. Durch die Kapillarkräfte erhält die feuchte Masse zunächst einen losen Zusammenhalt. Bei organischen Stoffen kommt es durch Quellen und Lösen zur Bildung einer klebrigen Flüssigkeit, die zur teigigen Konsistenz der Masse führt.
Während des Anteigens kommt es durch die großen Scherkräfte im Knetgut zum Zerkleinern von Pulvergranulaten und sogar von Pulverteilchen. Zum Anteigen werden in der Industrie häufig Planetenmischer, Schaufelkneter und Schneckenkneter verwendet.